# 배지환 (1999년)
배지환(裴智桓, 1999년 7월 26일 ~ )은 메이저 리그 피츠버그 파이리츠의 내야수이다.

## 아마추어 시절
경북고등학교 재학 시절 신입생 시절부터 팀의 주전 유격수를 맡아 활약했다. 3학년이던 2018년에는 이영민 타격상과 도루상을 수상했다.
세계청소년야구선수권대회에도 참가해 주전 유격수를 맡아 팀이 준우승을 하는데 큰 활약을 했다.
2018년 한국프로야구 신인 드래프트 참가 한 시간 전에 미국 진출 때문에 지명받지 않았다. 이후 애틀랜타 브레이브스와 300,000달러에 계약했고, 교육 리그에 참가했다. 그러나 애틀랜타 브레이브스가 2014년에 불법 계약을 한 것이 드러나 중징계를 받게 됐다. MLB 사무국은 계약을 승인하지 않아 무효화됐다. 이후 육성선수 신분을 인정해달라는 가처분 소송을 냈으나 KBO측에서는 강경 대응할 것이라고 선포했다.

## 미국 프로야구 시절

### 피츠버그 파이리츠시절
가처분 소송이 진행되던 중 일본 독립 리그 트라이아웃에 참가해 합격했으나 MLB에 다시 도전하기 위해 이를 포기했다.
2018년 3월 10일에 계약했다.
루키 팀에서 전지 훈련을 했고, 필라델피아 필리스와 시범 경기에서 병살타를 이끌어내는 수비를 했으며, 1득점을 기록했다.

## 호주 프로야구 시절
2019년에 질롱 코리아에 입단하였다.

## 출신 학교
- 대구본리초등학교
- 대구중학교
- 경북고등학교